# Passandra simplex
Passandra simplex là một loài bọ cánh cứng trong họ Passandridae. Loài này được Murray miêu tả khoa học năm 1867.